# Palythoa texaensis
Palythoa texaensis is een Zoanthideasoort uit de familie van de Sphenopidae. De wetenschappelijke naam van de soort is voor het eerst geldig gepubliceerd in 1952 door Carlgren & Hedgpeth.